# Petrovac (Leskovac)
Petrovac je naselje u gradu Leskovcu, Jablanički upravni okrug, Srbija. Prema popisu iz 2022. godine u Petrovcu je živjelo 120 stanovnika. Petrovac je nastao naseljavanjem crnogorskih doseljenika početkom 20. stoljeća. Iz Petrovca su podrijetlom srbijanski pjevač Aca Lukas te srbijanski publicist i teoretičar zavjera Miroljub Petrović.